# Cheyres-Châbles
Cheyres-Châbles är en kommun vid Neuchâtelsjön i distriktet Broye i kantonen Fribourg, Schweiz. Kommunen bildades den 1 januari 2017 genom sammanslagningen av kommunerna Châbles och Cheyres. Cheyres-Châbles har 2 468 invånare (2023).